# Estrecho de Vilkitsky
El estrecho de Vilkitski (en ruso, пролив Вилькицкого) es un estrecho marino que separa la península de Taimyr, en la costa de Siberia, de la isla Bolchevique, la más meridional de las islas del archipiélago de Severnaya Zemlya («Tierra del Norte»). El estrecho conecta las aguas del mar de Kara, al oeste, con las del mar de Láptev, al este, ambas en el Ártico ruso. 
Administrativamente, el estrecho forma parte del Krai de Krasnoyarsk.
El estrecho fue nombrado en 1918 en honor de Borís Vilkitski  (1885-1961), marino e hidrógráfo ruso que dirigió la Expedición Hidrográfica al Océano Ártico (1910-15) en la que se descubrió el archipiélago de Severnaya Zemlya.

## Geografía
La longitud del estrecho es de unos 104 km, su anchura de 55 km y su profundidad varía entre 32 y 210 m. Las aguas del estrecho están cubiertas de hielo (banquisa) durante todo el año. 
La islas Gueïberg se encuentran a la entrada del estrecho, al este y las islas Firnley al oeste. Al sur del estrecho, la península de Taimyr termina en el cabo Cheliuskin, que es el punto más septentrional del continente euroasiático. Las riberas en el lado de Península de Taimyr están cubiertas por vegetación tipo tundra. La costa norte es más alta y su altura disminuye hacia el sur. Los ríos que desembocan en el Estrecho de Vilkitski son modestos, no muy profundas y no permiten la navegación. 

## Historia
El primer occidental del que se tienen noticias que estuvo por la parte siberiana del estrecho fue el explorador ruso Semión Cheliuskin, que en mayo de 1742 denominó el cabo Este-Norte (en 1842 la Sociedad Geográfica de Rusia cambió su denominación por Cheliuskin, en honor de su descubridor, al cumplirse el centenario de su expedición).

### Expedición de Nordenskjöld (1878)
La expedición de Adolf Erik Nordenskjöld fue la primera que navegó por sus aguas, además de ser la primera que logró atravesar el Paso del Nordeste y navegar alrededor del continente eurasiático entre 1878 y 1880, a bordo del buque ballenero Vega. La expedición dobló el cabo Cheliuskin el 10 de agosto, pocos días después efectuaron una escala dedicada a la investigación científica y continuaron avanzando hacia el este, navegando siempre muy cerca de la costa, quedando atrapado por el hielo a finales de septiembre cerca del estrecho de Bering.

### Expedición Hidrográfica al Océano Ártico (1911-13)
La expedición científica rusa, Expedición Hidrográfica al Océano Ártico, dirigida por Borís Vilkitski, con los rompehielos Vaygach y Taymyr, que partió en 1911, fue la primera en navegar y descubrir las aguas de este estrecho en 1913. El estrecho lleva su nombre en su honor desde 1918.

### Expedición Amundsen (1918)
En 1918, Roald Amundsen había comenzado una expedición, con un barco propio, el Maud, con el que planeaba surcar la Ruta del Mar del Norte, viajando desde el océano Atlántico hasta el Pacífico a través del océano Glacial Ártico, por la costa siberiana. En 1919 después de haber utilizado el cabo Cheliuskin como cuartel de invierno, dejó en el mismo a dos hombres de su expedición, Peter Tessem y Paul Knutsen, mientras el barco continuaba al oeste hacia el mar de Láptev. Los hombres tenían el encargo de esperar y atravesar el mar de Kara, en trineo, cuando sus aguas se hubieran congelado y llegar hasta Dikson con el correo de Amundsen, pero nunca más se supo de estos dos miembros de la expedición. En 1922, a petición del gobierno noruego, las autoridades soviéticas organizaron, sin éxito, una expedición en busca de Tessem y Knutsen al mando de Nikífor Béguichev.